# Torneo de Düsseldorf
El Torneo de Düsseldorf fue un torneo oficial profesional de tenis masculino que se jugó en los años 2013 y 2014 Düsseldorf, Renania del Norte-Westfalia, Alemania sobre canchas de arcilla. El evento estaba afiliado al ATP World Tour 250. El torneo fue cancelado en 2015 debido a la falta de patrocinio y sustituido en el circuito por el de Ginebra.

## Resultados

### Individuales masculinos
| Año       | Campeón                                                                      | Finalista                                                                    | Resultado                                                                    |                                                                              |                                                                              |
| 1978-2012 | Ver Copa del Mundo por Equipos en anterior evento del tour ATP en Düsseldorf | Ver Copa del Mundo por Equipos en anterior evento del tour ATP en Düsseldorf | Ver Copa del Mundo por Equipos en anterior evento del tour ATP en Düsseldorf | Ver Copa del Mundo por Equipos en anterior evento del tour ATP en Düsseldorf | Ver Copa del Mundo por Equipos en anterior evento del tour ATP en Düsseldorf |
| 2013      | Juan Mónaco                                                                  | Jarkko Nieminen                                                              | 6-4, 6-3                                                                     |                                                                              |                                                                              |
| 2014      | Philipp Kohlschreiber                                                        | Ivo Karlović                                                                 | 6-2, 7-6                                                                     |                                                                              |                                                                              |

### Dobles masculinos
| Año  | Campeones                                                                    | Finalistas                                                                   | Resultado                                                                    |                                                                              |                                                                              |
| 2012 | Ver Copa del Mundo por Equipos en anterior evento del tour ATP en Düsseldorf | Ver Copa del Mundo por Equipos en anterior evento del tour ATP en Düsseldorf | Ver Copa del Mundo por Equipos en anterior evento del tour ATP en Düsseldorf | Ver Copa del Mundo por Equipos en anterior evento del tour ATP en Düsseldorf | Ver Copa del Mundo por Equipos en anterior evento del tour ATP en Düsseldorf |
| 2013 | Andre Begemann Martin Emmrich                                                | Treat Conrad Huey Dominic Inglot                                             | 7-5, 6-2                                                                     |                                                                              |                                                                              |
| 2014 | Santiago González Scott Lipsky                                               | Martin Emmrich Christopher Kas                                               | 7-5, 4-6, [10-3]                                                             |                                                                              |                                                                              |